# Visegrad 4 Bicycle Race — GP Czech Republic 2024
10-й выпуск  Visegrad 4 Bicycle Race — GP Czech Republic — шоссейной однодневной велогонки по дорогам Чехии. Гонка прошла 20 июля 2024 года в рамках Европейского тура UCI 2024 (категория 1.2). Победу одержал чешский велогонщик Мартин Вольтр.

## Участники
В гонке приняло участие 148 гонщиков из 27 команд: 16 команд категории UCI Continental Team, сборная Польши и 10 региональных и клубных команд.
| UCI Continental Teams (16)- ATT Investments - Elkov-Kasper - AC Sparta Praha - WSA KTM Graz - Team Felt Felbermayr - CCACHE x Par Küp - Tufo-Pardus Prostějov - Epronex-Hungary Cycling Team - Team Novo Nordisk Development - Dukla Banská Bystrica - Voster ATS Team - Adria Mobil - Lubelskie Perła Polski - Pierre Baguette Cycling - Santic-Wibatech - Energus Cycling Team Национальная сборная- Польша Любительские, клубные или региональные команды (10)- TJ Favorit Brno - ACS Development - CK Pardubice - North Moravia - Lotus Team - Region West Slovakia - PROefekt Across - TC Chrobry Scott Głogów - Team Forman Energetic - Region Vest |
| |

## Маршрут
Трасса гонки более чем в 190 километров пролегала из Брно на юг, разворачивалась у населённого пункта Микулов, и отправлялась к Брно на север.

## Ход гонки
На финише Мартин Вольтр почти на минуту опередил ближайшего соперника — венгра Барнабаша Пеака, и более чем на минуту поляка Павла Шустка.

## Результаты
| \| Генеральная классификация \| Генеральная классификация \| Генеральная классификация \| Генеральная классификация \| Генеральная классификация \| \| Гонщик \| Гонщик \| Команда \| Время \| \| \| ------------------------- \| ------------------------- \| ------------------------- \| ------------------------- \| ------------------------- \| \| 1-й \| Мартин Вольтр \| Pierre Baguette Cycling \| 4ч 31' 54 \| \| \| 2-й \| Барнабаш Пеак \| Adria Mobil \| + 51 \| \| \| 3-й \| Павел Шустка \| Lubelskie Perła Polski \| + 1' 05 \| \| |               |                         |           |
| |               |                         |           |
| Источник: ProCyclingStats |               |                         |           |
| Генеральная классификация |               |                         |           |
| Гонщик | Гонщик        | Команда                 | Время     |
| 1-й | Мартин Вольтр | Pierre Baguette Cycling | 4ч 31' 54 |
| 2-й | Барнабаш Пеак | Adria Mobil             | + 51      |
| 3-й | Павел Шустка  | Lubelskie Perła Polski  | + 1' 05   |